# Syntrips maculatus
Syntrips maculatus är en stekelart som beskrevs av Ian D. Gauld 1984. Syntrips maculatus ingår i släktet Syntrips och familjen brokparasitsteklar. Inga underarter finns listade i Catalogue of Life.